# Teatro romano di Spoleto
Il Teatro romano è un edificio teatrale di Spoleto (Spoletium), risalente al I secolo a.C. Ha un diametro di 114,40 metri, mentre la cavea ne misura circa 70. Si trova all'interno del Complesso monumentale di Sant'Agata.

## Storia
Già in antico l'edificio riportò danni per una frana, forse a seguito di un terremoto, e fu restaurato.
In epoca post-classica fu riutilizzato come cava di pietra e nel XII secolo venne costruita su parte della scena la chiesa di Sant'Agata, affiancata nel XIII e XIV secolo dalle case della famiglia Corvi.
Alla fine del XIV secolo, nel complesso si insediarono le suore benedettine provenienti dall'Abbazia di San Paolo "inter vineas"; ricevuto in eredità il palazzo Corvi, vi fondarono il loro monastero, ampliato nel XVI secolo realizzando un chiostro su pilastri ottagonali. Nel 1870 il monastero venne adibito a carcere femminile.
Le rovine del teatro, ancora visibili nel Cinquecento, erano state disegnate da Baldassarre Peruzzi, ma il sito venne identificato solo nel 1891 da Giuseppe Sordini; gli scavi sistematici furono condotti a partire dal 1933, e ancora nel 1938, ma i più significativi si svolsero tra il 1954 e il 1960. 
Il monastero di Sant'Agata ospita oggi il Museo archeologico nazionale di Spoleto e il teatro viene utilizzato per concerti e spettacoli, in particolare nell'ambito del Festival dei Due Mondi.

## Descrizione
Il teatro romano si trova all'interno delle mura cittadine e conserva una cavea di 70 m di diametro, in parte poggiata su un ambulacro a pianta semicircolare, coperto da volta a botte, dal quale si poteva accedere tramite tre accessi (vomitoria) ai posti a sedere. Dalle estremità della cavea si accedeva invece ai posti riservati ai magistrati e ai cittadini eminenti. 
L'orchestra conserva la pavimentazione in lastre di marmo colorato e sul proscenio sono visibili i fori per i pali del sipario.
La facciata esterna era costituita da arcate inquadrate da semicolonne di ordine tuscanico.